# Diplodia
Diplodia Fr. – rodzaj grzybów z klasy Dothideomycetes. Grzyby mikroskopijne, pasożyty roślin.

## Charakterystyka
Do rodzaju należy kilkaset gatunków grzybów saprotroficznych i pasożytniczych występujących w różnych strefach klimatycznych, najliczniej w rejonach o cieplejszym klimacie. W Polsce występuje wiele gatunków, ale nie mają większego znaczenia ekonomicznego.
Tworzą pojedynczo lub w grupach kuliste, dość duże, częściowo zanurzone w podłożu pyknidia o barwie od ciemnobrunatnej do czarnej. Ściany pyknidiów grube, zbudowane z co najmniej 5 warstw wielościennych komórek. Konidia tworzą się na konidioforach, czasami zredukowanych do pojedynczych, cylindrycznych komórek konidiotwórczych, zazwyczaj z jednym punktem konidiotwórczym. Konidia początkowo jednokomórkowe, potem zazwyczaj podzielone jedną środkową przegrodą, owalne lub elipsoidalne, gładkie, grubościenne, ze ściętą podstawą. Początkowo są szkliste, ale z wiekiem przeważnie brunatnieją.

## Systematyka i nazewnictwo
Pozycja w klasyfikacji według Index Fungorum
Botryosphaeriaceae, Botryosphaeriales, Incertae sedis, Dothideomycetes, Pezizomycotina, Ascomycota, Fungi.
Niektóre gatunki występujące w Polsce
- Diplodia betulae Westend. 1857[4]
- Diplodia coryli Fuckel 1864
- Diplodia crataegi Westend. 1866
- Diplodia cydoniae Sacc. 1881[4]
- Diplodia faginea Fr. 1849
- Diplodia gleditsiae Pass. 1883[4]
- Diplodia ilicicola Desm. 1838
- Diplodia juglandina G.H. Otth 1869[4]
- Diplodia juglandis (Fr.) Fr. 1849
- Diplodia juniperi Westend. 1857
- Diplodia lantanae Fuckel 1870
- Diplodia mamillana Fr. 1849
- Diplodia melaena Lév. 1846
- Diplodia mori Westend. 1864[4]
- Diplodia nuttalliae Dearn. 1916
- Diplodia ostryae Syd. & P. Syd. 1910
- Diplodia persicae Sacc. 1881[4]
- Diplodia platanicola Sacc. 1908
- Diplodia populina Fuckel 1870
- Diplodia preussii Sacc. 1884
- Diplodia profusa De Not. 1845[4]
- Diplodia pruni Fuckel 1870
- Diplodia pseudodiplodia Fuckel 1864[4]
- Diplodia rhois Sacc. 1877
- Diplodia rosarum Fr. 1849
- Diplodia rubi Fr. 1849
- Diplodia rudis Desm. 1849
- Diplodia salicina Lév. 1846
- Diplodia scheidweileri (Westend.) Sacc. 1881[4]
- Diplodia spiraeae Thüm. 1877[4]
- Diplodia subtecta Fr. 184
- Diplodia sydowiana Allesch. 1897
- Diplodia syringae Auersw. 1870
- Diplodia taxi (Sowerby) De Not. 1845

Nazwy naukowe na podstawie Index Fungorum. Wykaz gatunków występujących w Polsce według W. Mułenki i in.